# Rictichneumon
Rictichneumon is een geslacht van insecten uit de orde vliesvleugeligen (Hymenoptera) en de familie Ichneumonidae.

## Soorten
- R. belfragei (Cresson, 1872)
- R. boghariensis (Pic, 1902)
- R. curtiventris (Pic, 1908)
- R. lombardi (Berthoumieu, 1897)
- R. pachymerus (Hartig, 1838)
- R. residuus (Say, 1829)
- R. virginicus (Cresson, 1864)